# Alloseksualność

Flaga dumy osób alloseksualnych

Alloseksualność, alloseksualizm (także: zedseksualność, zedseksualizm) – termin oznaczający przeciwieństwo aseksualności, oznaczający regularne odczuwanie pociągu seksualnego. Nie określa on, w stosunku do kogo jednostka odczuwa pociąg – sygnalizuje jedynie jego odczuwanie. Analogicznym zjawiskiem do alloseksualności, lecz dotyczącym pociągu romantycznego, jest alloromantyczność (alloromantyzm).

## Etymologia
Alloseksualizm jest neologizmem stworzonym przez środowisko osób aseksualnych w celu normalizacji zjawiska aseksualności.
Przedrostek allo- pochodzi z greki: Állos – „inny”, „nietypowy”. Alloseksualizm oznacza dosłownie „odczuwanie pociągu seksualnego w stosunku do innych”, bez wyszczególniania żadnej konkretnej orientacji seksualnej.

## Społeczeństwo
W zależności od przyjmowanej definicji szacuje się, że osoby aseksualne stanowią od 0,6% do 5,5% populacji. Wynika z tego koncept allonormatywności, według którego zakłada się z góry, że wszystkie osoby odczuwają pociąg seksualny. Prowadzi to do postrzegania aseksualności jako dewiacji społecznej oraz marginalizacji osób aseksualnych. Dzięki przedstawieniu alloseksualizmu i aseksualizmu w koniunkcji poprzez postawienie ich naprzeciw siebie jako dwa bieguny jednego zjawiska odczuwania seksualności w ogóle, aseksualność przestaje być w ten sposób postrzegana.